# Blauet nan de l'illa de San Cristobal
El blauet nan de l'illa de San Cristobal (Ceyx gentianus) és una espècie d'ocell de la família dels alcedínids (Alcedinidae) que habita selva i boscos densos de les l'illa de San Cristobal, a les Salomó.